# كريستوفر تينانت
كريستوفر تينانت (بالإنجليزية: Christopher Tennant)‏ هو صحفي أمريكي، ولد في 17 أغسطس 1978.